# 為栗站

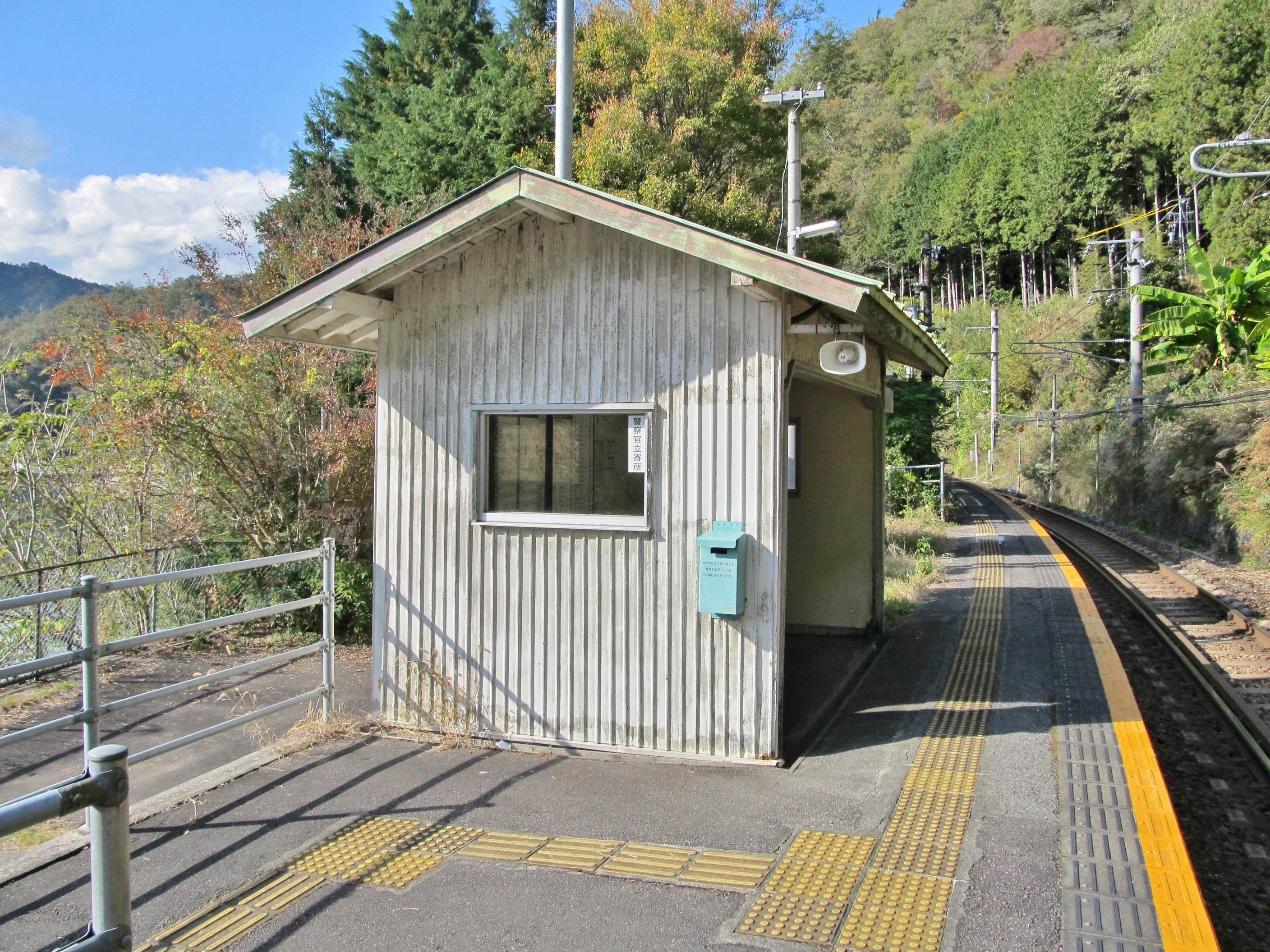
候車室（2022年10月）

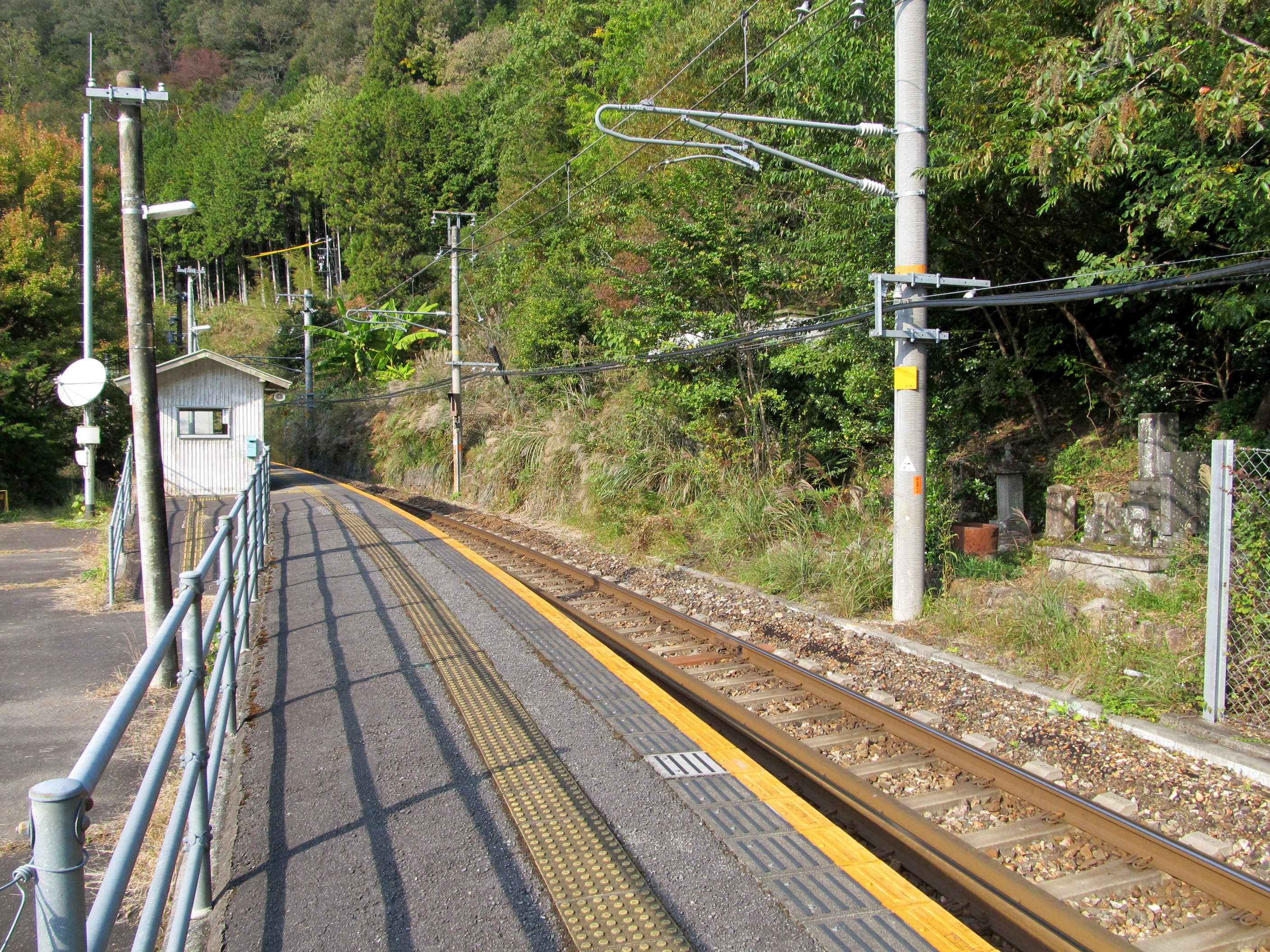
月台（2022年10月）

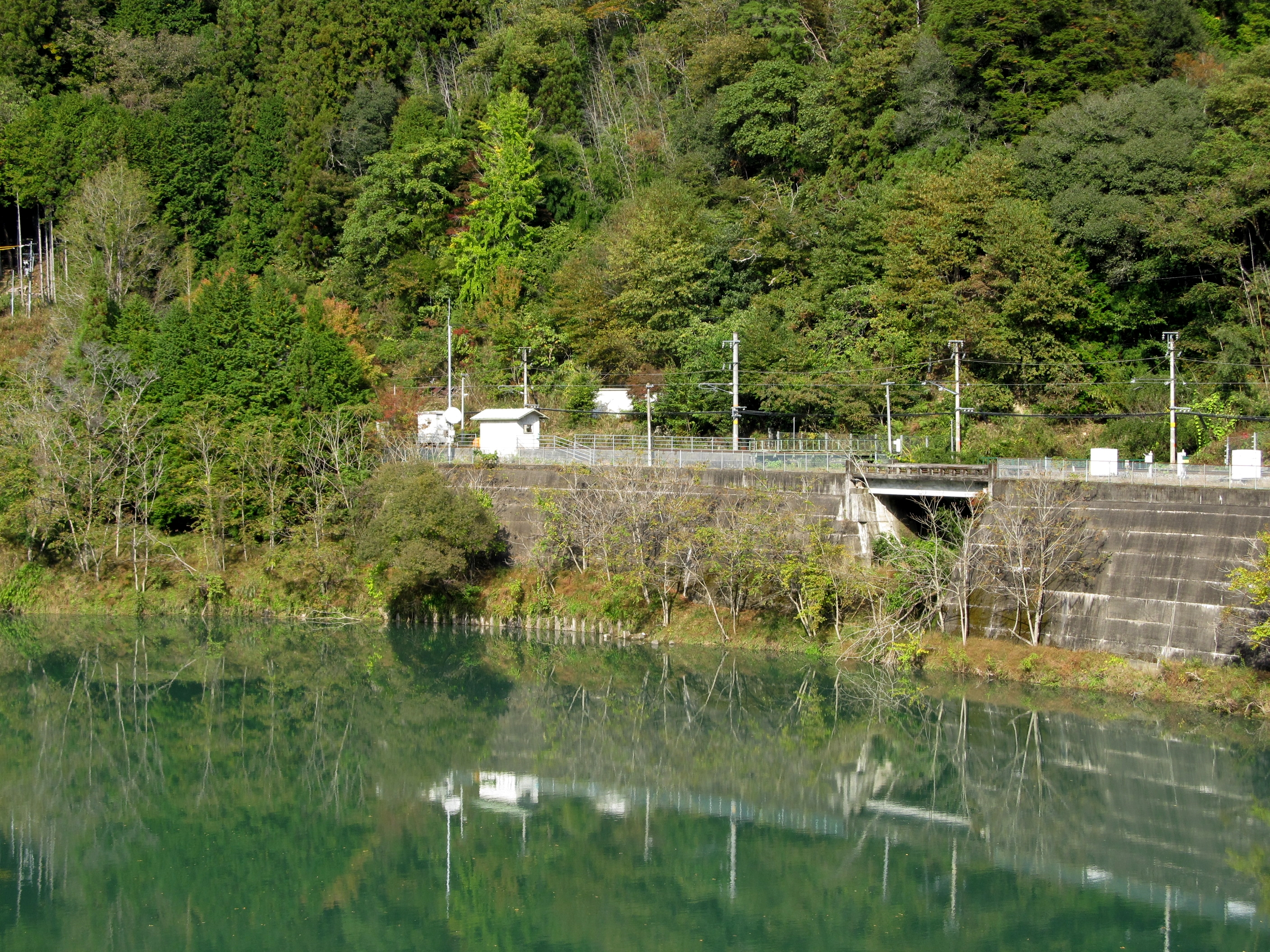
車站遠景與天龍川（2022年10月）

為栗站（日语：／ Shiteguri eki */?）是位於長野縣下伊那郡天龍村，屬於東海旅客鐵道（JR東海）的飯田線車站。此站是難讀車站名稱之一。早上和黃昏的部分普通列車皆通過此站，早上的上行方向則有1班快速列車在此停靠。

## 歷史
- 1936年（昭和11年）8月19日 - 三信鐵道（日语：三信鉄道）溫田站至滿島站（現時：平岡站）之間開通，此站啟用（為栗停留場）[1]。為旅客車站。
- 1943年（昭和18年）8月1日 - 三信鐵道被國有化，成為飯田線的一部分[2]。同時升級至車站，名為為栗站。
  - 當時，此站只可來往東海道本線濱松至名古屋之間各站，飯田線各站和中央本線上諏訪至鹽尻之間各站和松本站的乘客使用。
- 1952年（昭和27年）12月2日 - 廢除旅客車站的限制。
- 1987年（昭和62年）4月1日 - 伴隨國鐵分割民營化，車站由東海旅客鐵道（JR東海）營運[2]。
- 2013年（平成25年）
  - 9月 - 受到颱風萬宜影響，平岡站至天龍峽站之間暫停營業，使用巴士代行。
  - 10月10日 - 天龍峽站至平岡站之間重開。

## 車站構造
此站為1面1線單式月台的地面車站，也是由飯田站負責管理的無人車站。

## 使用狀況
根據「長野縣統計書」，以下為1日平均乘車人次列表：
| 年度 | 1日平均 乘車人次 |
| ---- | ---------------- |
| 2007 | 8                |
| 2009 | 2                |
| 2010 | 6                |
| 2011 | 8                |
| 2012 | 4                |
| 2013 | 5                |
| 2014 | 4                |
| 2015 | 10               |
| 2016 | 4                |
| 2017 | 2                |

## 車站周邊

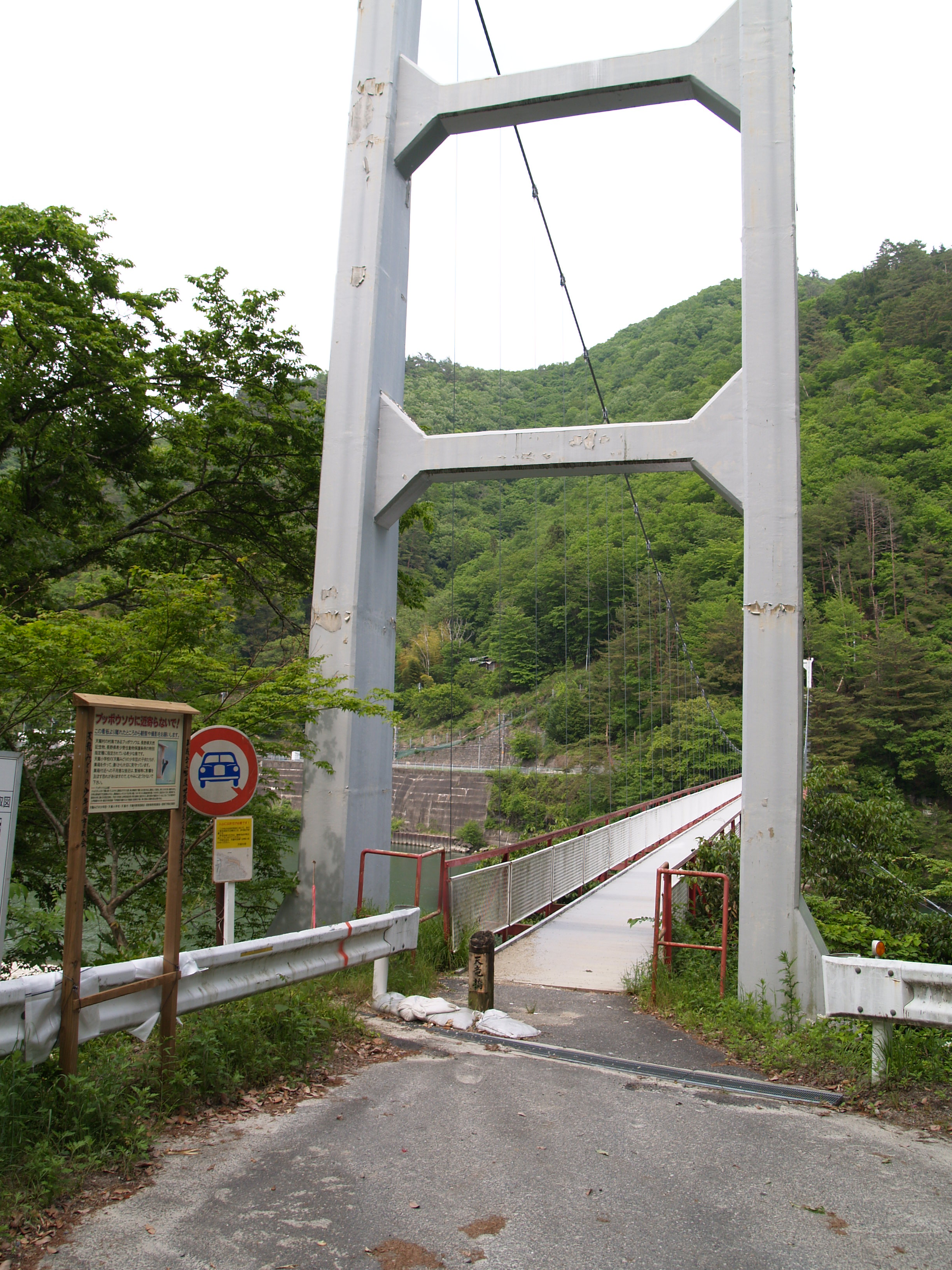
天龍橋。除了電單車外，所有車輛不可通行（2010年5月）

在戰前，於天龍川河邊設有為栗村落。在平岡水壩落成後，村落被水淹沒。現時周邊沒有民居。車站後方由曾經在兩間民居，現時無人定居（截至2015年）。
- 天龍川
  - 車站所在位置是河流流經大彎位的位置，該處稱為[1]。
- 縣道430號線（為栗和合線）（日语：長野県道430号為栗和合線）是唯一連接車站的道路[1]。
  - 道路中途經過天龍橋，該橋全長117米。除了電單車外，所有車輛不可通過天龍橋。在橋兩端設有止衝擋，以物理方法防止汽車駛進。
  - 從車站經縣道430號越過天龍橋後，便會到達縣道1號（飯田富山佐久間線）（日语：長野県道・愛知県道・静岡県道1号飯田富山佐久間線）的交界。在交界處設有餐廳（營業時間不明）。
  - 在縣道1號上設有和知野川營地和網球場的觀光設施。
  - 車站周邊於天龍川上為鳥獸保護區（日语：鳥獣保護区）（谷京鳥獸保護區）。

## 相鄰車站
東海旅客鐵道（JR東海）
 飯田線
■快速（只有上行班次）、■普通（部分列車通過）
平岡－為栗－溫田
- 在1943年（昭和18年）7月31日前，在此站與溫田站之間曾經設有我科站。
- 在1951年（昭和26年）7月31日前，在此站與平岡站之間曾經設有遠山口站。

## 注腳
1. 1 2 3 4 5 6 7 8 9 10 11 12 13 14  信濃毎日新聞社出版部. . 信濃毎日新聞社. 2011-07-24: 231. ISBN 9784784071647.
2. 1 2  曾根悟（監修）. 朝日新聞出版分冊百科編集部（編集） , 编. . 週刊 歴史でめぐる鉄道全路線 国鉄・JR (朝日新聞出版). 2009-07-26, (3): 15–17 （日语）.
3. ↑   (PDF). 長野縣企画振興部情報政策課統計室.   [2019-03-15]. （原始内容 (PDF)存档于2019-03-25） （日语）.
4. ↑   (PDF). 長野縣企画振興部情報政策課統計室.   [2020-03-14]. （原始内容 (PDF)存档于2021-01-15） （日语）.
5. ↑  http://hp1.cyberstation.ne.jp/hikyoueki/shiteguri.htm （页面存档备份，存于） 秘境駅へ行こう！　為栗站 2000/1/18落成　2013年7月31日參閲